# Kerékpározás a 2014. évi nyári ifjúsági olimpiai játékokon
A 2014. évi nyári ifjúsági olimpiai játékokon a kerékpározás versenyeit augusztus 17. és 24. között rendezték. A fiúknál és a lányoknál is 1–1 csapatversenyt rendeztek, illetve egy vegyes csapat versenyszám is volt.

## Naptár
Az időpontok helyi idő szerint (UTC+8) értendők.
| Dátum         | Időpont | Versenyszám                                    |
| ------------- | ------- | ---------------------------------------------- |
| Augusztus 17. | 09:00   | Fiú és lány, hegyi-kerékpározás, kieséses      |
| Augusztus 18. | 09:00   | Fiú és lány, időfutam                          |
| Augusztus 19. | 09:00   | Fiú és lány, BMX, előfutam                     |
| Augusztus 19. | 15:00   | Fiú és lány, BMX, helyosztók                   |
| Augusztus 20. | 09:00   | Fiú és lány, hegyi-kerékpározás, mezőnyverseny |
| Augusztus 20. | 10:30   | Fiú és lány, hegyi-kerékpározás, mezőnyverseny |
| Augusztus 22. | 08:30   | Lány, országúti mezőnyverseny                  |
| Augusztus 22. | 10:30   | Fiú, országúti mezőnyverseny                   |
| Augusztus 24. | 09:00   | Vegyes csapat váltó                            |

## Éremtáblázat
(A táblázatokban az egyes számoszlopok legmagasabb értéke vastagítással kiemelve.)
| A 2014. évi nyári ifjúsági olimpiai játékok éremtáblázata kerékpározásban | A 2014. évi nyári ifjúsági olimpiai játékok éremtáblázata kerékpározásban | A 2014. évi nyári ifjúsági olimpiai játékok éremtáblázata kerékpározásban | A 2014. évi nyári ifjúsági olimpiai játékok éremtáblázata kerékpározásban | A 2014. évi nyári ifjúsági olimpiai játékok éremtáblázata kerékpározásban | Olimpia  |
| ------------------------------------------------------------------------- | ------------------------------------------------------------------------- | ------------------------------------------------------------------------- | ------------------------------------------------------------------------- | ------------------------------------------------------------------------- | -------- |
|                                                                           | Ország                                                                    | Arany                                                                     | Ezüst                                                                     | Bronz                                                                     | Összesen |
| 1.                                                                        | Csehország (CZE)                                                          | 1                                                                         | 1                                                                         | 0                                                                         | 2        |
| 1.                                                                        | Olaszország (ITA)                                                         | 1                                                                         | 1                                                                         | 0                                                                         | 2        |
| 3.                                                                        | Kolumbia (COL)                                                            | 1                                                                         | 0                                                                         | 0                                                                         | 1        |
|                                                                           |                                                                           |                                                                           |                                                                           |                                                                           |          |
| 4.                                                                        | Dánia (DEN)                                                               | 0                                                                         | 1                                                                         | 1                                                                         | 2        |
|                                                                           |                                                                           |                                                                           |                                                                           |                                                                           |          |
| 5.                                                                        | Hollandia (NED)                                                           | 0                                                                         | 0                                                                         | 1                                                                         | 1        |
| 5.                                                                        | Ukrajna (UKR)                                                             | 0                                                                         | 0                                                                         | 1                                                                         | 1        |
|                                                                           |                                                                           |                                                                           |                                                                           |                                                                           |          |
| Összesen                                                                  | Összesen                                                                  | 3                                                                         | 3                                                                         | 3                                                                         | 9        |

## Érmesek
| A 2014. évi nyári ifjúsági olimpiai játékok érmesei kerékpározásban |                                                                                   |                                                                                       |                                                                                        |
| Versenyszám                                                         | Arany                                                                             | Ezüst                                                                                 | Bronz                                                                                  |
| Fiú csapatverseny                                                   | Kolumbia (COL) · Brandon Rivera Vargas · John Rodriguez Salazar                   | Dánia (DEN) · Mikkel Honore · Rasmus Salling                                          | Hollandia (NED) · Niek Kimmann · Wiebe Scholten                                        |
| Lány csapatverseny                                                  | Olaszország (ITA) · Sofia Beggin · Chiara Teocchi                                 | Csehország (CZE) · Nikola Noskova · Barbora Prudkova                                  | Dánia (DEN) · Anna Madsen · Pernille Mathiesen                                         |
| Vegyes csapat                                                       | Csehország (CZE) · Barbora Prudkova · Jan Rajchart · Roman Lehky · Nikola Noskova | Olaszország (ITA) · Chiara Teocchi · Federico Mandelli · Manuel Todaro · Sofia Beggin | Ukrajna (UKR) · Darya Tkachova · Vladyslav Nizitskyi · Rinat Udod · Anzhelika Teterych |